# Бессолки
 Бессолки  — деревня в Кирово-Чепецком районе Кировской области в составе Кстининского сельского поселения.

## География
Расположена на расстоянии примерно 2 км на восток по прямой от центра поселения села Кстинино.

## История
Известна с 1671 года как деревня Тиуново с 2 дворами, в 1764 году 97 жителей, в 1802 (Тиуновская) 15 дворов. В 1873 году здесь (Тиуновская или Безсолята малые) дворов 20 и жителей 145, в 1905 17 и 99, в 1926 (Бессолки или Тиуновская) 20 и 83, в 1950 15 и 52, в 1989 уже не было постоянных жителей. Настоящее название утвердилось с 1978 года. Ныне имеет дачный характер.

## Население
Постоянное население не было учтено как в 2002 году, так и в 2010.